# Туманівка (Славський район)
Туманівка (рос. Тумановка) — селище Славського району, Калінінградської області Росії. Входить до складу Тимірязевського сільського поселення.
Населення — 156 осіб (2015 рік).

## Населення
| 2002 | 2010 |
| ---- | ---- |
| 154  | ↗156 |